# Dreifaltigkeitskirche (Zossen)

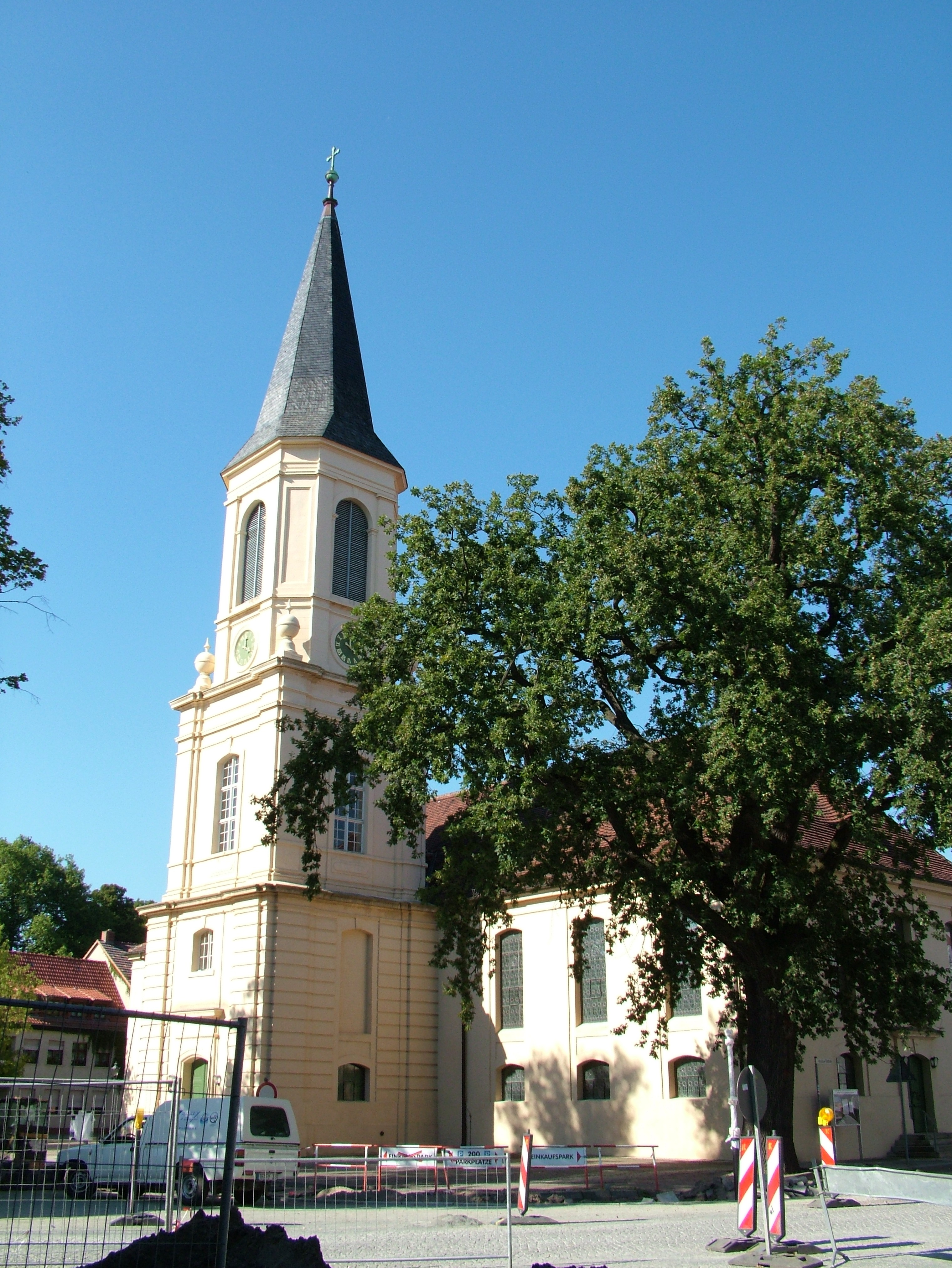
Dreifaltigkeitskirche in Zossen

Die evangelische Dreifaltigkeitskirche ist eine barocke Querkirche in Zossen, einer Stadt im Landkreis Teltow-Fläming im Land Brandenburg. Sie ist Stadtkirche, der Heiligen Dreifaltigkeit geweiht und gehört zum Pfarrsprengel Zossen-Wünsdorf des Evangelischen Kirchenkreises Zossen-Fläming der Evangelischen Kirche Berlin-Brandenburg-schlesische Oberlausitz.

## Lage
Das Bauwerk steht im Stadtzentrum auf dem Kirchplatz, der von Nordwesten durch die Kirchstraße, von Nordosten durch die Straße An der Wache, von Südosten durch die Straße Am Marktplatz und von Südwesten durch die Berliner Straße erschlossen wird.

## Geschichte
Zossen war im Mittelalter der Hauptsitz der nach ihr benannten kleinen Herrschaft Zossen. Es ist daher wahrscheinlich, dass es zu dieser Zeit bereits einen Sakralbau gegeben haben muss. Eine gesicherte Überlieferung einer Fachwerkkirche existiert jedoch erst aus dem Jahr 1649. Auf diesem Vorgängerbau errichtete die Kirchengemeinde in den Jahren 1734 bis 1739 die Stadtpfarrkirche. Der Architekt war Christoph Gottlieb Hedemann, der gemeinsam mit dem königlichen Bauinspektor Erdmann für die Errichtung verantwortlich war. Die Grundsteinlegung fand am 24. Mai 1734 statt. Die Kosten für den Bau wurden hälftig von der Kirchengemeinde und der Amtsdirektion Preußens bezahlt. Das Holz stellte Friedrich Wilhelm I. unentgeltlich zur Verfügung. Die Kirchweihe fand am 20. November 1735 im Beisein des Superintendenten Johann Ernst Ribbach statt. 1873 wurde das Bauwerk bei einem Brand stark beschädigt. Die Schäden wurden von Handwerkern beseitigt, die bei der Gelegenheit einige Änderungswünsche der Kirchengemeinde im Innenraum realisieren: So bauten sie beispielsweise im Hauptraum eine dachförmig ansteigende Holzdecke ein und erneuerten die Empore. Bis 1876 konnte der Turm wiederhergestellt werden. 1960 baute der Potsdamer Orgelbauer Hans-Joachim Schuke eine Orgel ein, die am 15. Mai 1960 eingeweiht wurde. 1968 ließ die Kirchengemeinde die Fassade des Bauwerks sanieren. 1980 erfolgte die Restaurierung des Innenraums, 1997 eine erneute Instandsetzung der äußeren Hülle. 2015 musste die Kirche für ein halbes Jahr geschlossen werden, weil das zur Zeit der DDR häufig verwendete Holzschutzmittel DDT nachgewiesen wurde. Die Sanierung wurde genutzt, um eine neue Beleuchtung zu installieren und den Turm zu streichen und neu einzudecken.

## Baubeschreibung
Das Bauwerk besitzt einen für die Region vergleichsweise seltenen Grundriss, da sie als Quersaalkirche errichtet wurde. In dieser Bauweise befindet sich der Kirchturm vor der Mittelachse der südwestlichen Langseite des verputzten Kirchenschiffs. Auf der gegenüberliegenden Seite ist eine Sakristei. Das Schiff hat an der Nord- und Südseite im unteren Bereich je drei kleine Stichbogenfenster mit darüber angeordneten hohen Stichbogenfenstern. Damit wurde im Innenraum die Möglichkeit geschaffen, eine umlaufende Empore einzubauen. Die Zwischenräume an der Fassade sind mit breiten Putzstreifen verziert. Das Kirchenschiff trägt ein Walmdach.
Der Kirchturm hat einen quadratischen Grundriss. Im unteren Geschoss haben Handwerker einen Quaderputz aufgetragen. Eine schlichte Pforte nimmt die neobarocke Formensprache auf, ebenso zwei kleine Stichbogenfenster an den Turmseiten mit einer darüber angeordneten Blende. Es folgt in Höhe der Traufe des Kirchenschiffs ein erstes Gesims. Darüber sind an jeder Seite drei Fenster; die Turmecken sind mit Lisenen verziert. Oberhalb eines weiteren Gesimses folgt das Turmgeschoss mit Klangarkaden und einem achtseitigen Helm, der mit Turmkugel und Kreuz abschließt.

## Ausstattung

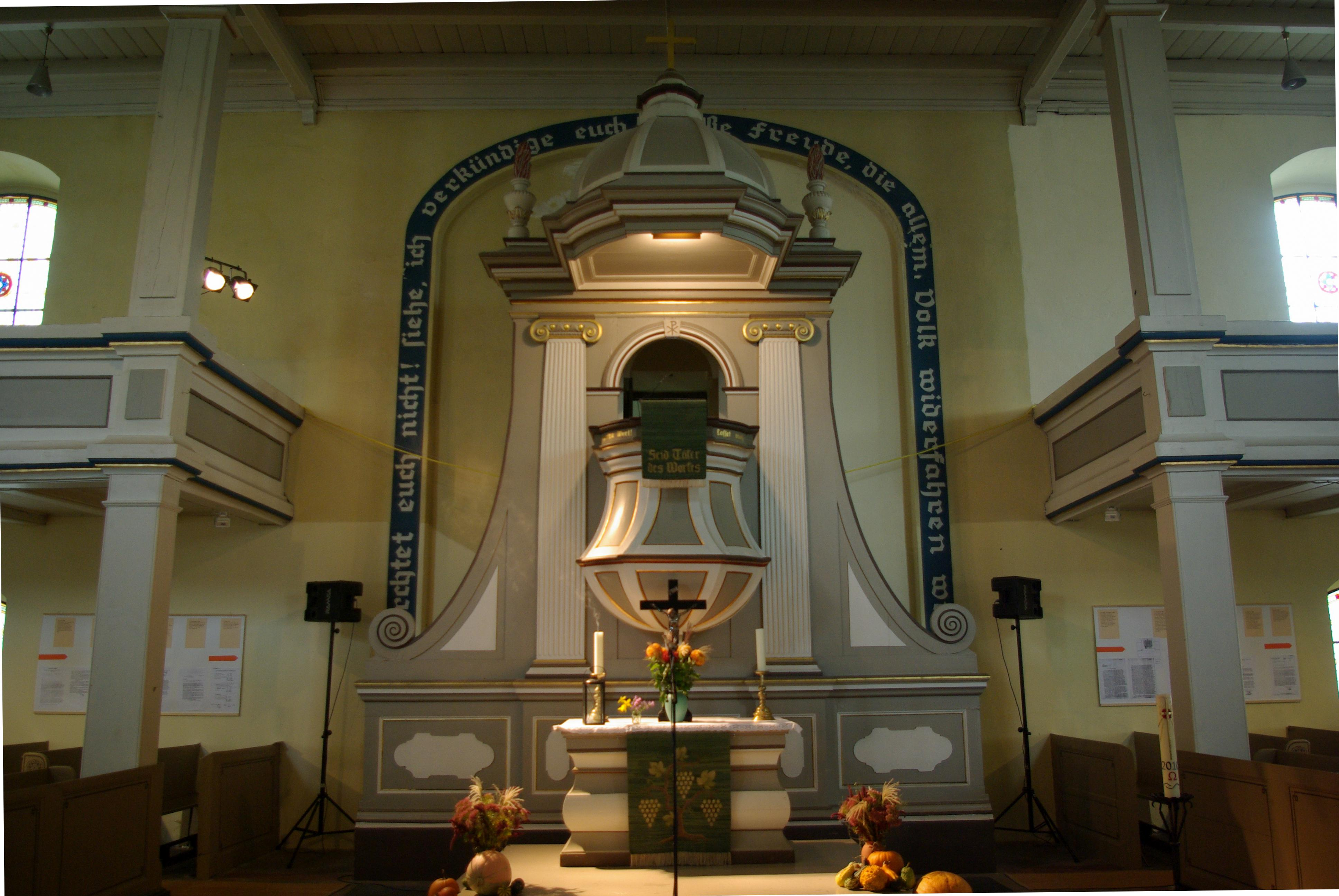
Kanzelwand

Die Kanzel, der Altar und die achteckige Fünte stammen, wie auch die Empore, aus der Bauzeit der Kirche. Sie sind vergleichsweise schlicht gehalten und barock verziert. An der nordöstlichen Langseite des Kirchenschiffs steht zwischen ionischen Pilastern eine in grau-weißen Tönen gehaltene Kanzelwand mit einem geschweiften Kanzelkorb und einem Schalldeckel. Um das Ensemble ist ein Vers aus dem Evangelium nach Lukas aufgemalt: „Fürchtet euch nicht! Siehe, ich verkündige euch große Freude, die allem Volk widerfahren wird“ (Lk 2,10 ). Die Schuke-Orgel von 1960 besitzt 2000 Pfeifen, zwei Manuale und 25 Register.